# I Can't Stop Drinking About You
«I Can't Stop Drinking About You» es el primer sencillo en solitario de la cantante y compositora estadounidense Bebe Rexha. Se estrenó como el primer sencillo del primer EP de la cantante I Don't Wanna Grow Up. La pista no entró en el Billboard Hot 100 de Estados Unidos, pero alcanzó el número 15 en Bubbling Under Hot 100.

## Antecedentes y composición
La canción fue escrita por Bebe Rexha después de una mala ruptura. Rexha dijo durante una entrevista con la revista Nylon: «Me enamoré de este chico que me dijo que estaba enamorado de mí, pero que no podía estar conmigo porque todavía estaba enamorado de su ex» y él todavía la eligió. «¡Me mató! Así que esta noche, fui al bar para tratar de sacarlo de mi mente. No dejaba de llamar a mi teléfono y de enviarme mensajes de texto para disculparse. Finalmente respondí mi teléfono, y le dije que me dejara en paz porque estaba demasiado ocupada bebiendo por su culpa». La canción fue producida por The Monsters and the Strangerz en Miami, Florida.

## Crítica y recepción
«I Can't Stop Drinking About You» recibió críticas generalmente positivas. Steff Yotka de Nylon escribió que los oyentes «probablemente tendrían dificultades para permanecer sentados mientras lo escuchan».  Brad Stern, de MTV, dio otra crítica positiva, calificando la canción como un «éxito certificable» y la nombró como la número uno de las cinco canciones pop imprescindibles de la primera semana de abril de 2014. Justin Lipshutz de Billboard le dio a la canción una crítica mixta, citando que la caída de la canción parecía fuera de lugar y el título de la canción era dudoso. Sin embargo, elogió la voz de Rexha y comparó favorablemente la canción con la cantante y compositora Pink. Jon Ali describió la canción como emocionante.  Adelle Planton de Vibe escribió que la canción era contundente e intoxicante. Alex Kritselis de Bustle expresó que la canción tenía «todas las características de un éxito de radio y tenía el potencial de ser grande» como The Monster de Eminem, que Rexha coescribió.

## Vídeo musical
El video musical de la canción se lanzó el 12 de agosto de 2014 y fue dirigido por Michael Mihail. Rexha declaró que el video fue inspirado por las películas Girl, Interrupted y Melancholia. Ella continuó describiendo que «quería que la canción describiera cómo alguien se siente en el momento exacto de una ruptura». El video comienza con Rexha acostada en una cama en una casa vacía. Se procede a mostrar escenas de ella afuera, rodeada de botellas vacías y vajilla de porcelana. En cámara lenta, vierte vodka de una tetera y luego se la ve sacudiendo y vertiendo el contenido de las botellas, también en cámara lenta. Luego, se la ve en una habitación oscura, con más botellas vacías. Rexha luego comienza a arrojarlos a una pared cercana. También hay tomas bajo el agua, donde está vestida con un vestido blanco. Antes de que salga a la superficie, el video se corta cara a cara con un hombre, a quien le grita.

## Posicionamiento en listas
| Listas (2014)                           | Mejor posición |
| --------------------------------------- | -------------- |
| Estados Unidos (Bubbling Under Hot 100) | 15             |
| Estados Unidos (Dance/Mix Show Airplay) | 12             |
| Estados Unidos (Mainstream Top 40)      | 31             |